# Амори I Иерусалимский
Амори́ I (фр. Amaury Ier de Jérusalem, 1136 — 11 июля 1174) — граф Яффы и Аскалона, король Иерусалима с 1163 года. Младший сын Фулька и Мелисенды, короля и королевы Иерусалима, преемник своего старшего брата Балдуина III. Во время его правления связи Иерусалима с Византией стали ещё более крепкими, и оба государства начали совместное вторжение в Египет, завершившееся неудачей. Между тем мусульманские территории, окружавшие Иерусалим, стали объединяться под властью Нур ад-Дина, а позже — Салах ад-Дина. Амори был отцом трёх будущих правителей Иерусалима — Сибиллы, Балдуина IV и Изабеллы.

## Молодость
Амори родился в 1136 году и был младшим сыном короля Фулька и королевы Мелисенды, дочери Балдуина II. После смерти Фулька в 1143 году престол перешёл к Мелисенде и старшему брату Амори, 13-летнему Балдуину III. Мелисенда не уступила власть Балдуину III, когда тот достиг совершеннолетия, и к 1150 году их отношения стали враждебными. В 1152 году началась гражданская война, по её итогам Мелисенда сохранила Иерусалим, а Балдуин III получил северную часть королевства.
Амори, получивший в управление Яффу, достиг совершеннолетия в 1151 году и остался верен Мелисенде. В ходе осады Иерусалима Балдуином III он вместе с матерью укрылся в Башне Давида. Мелисенда потерпела поражение в этой войне, и Балдуин III стал полноправным королём Иерусалима. В 1153 году он захватил египетскую крепость Аскалон, которую присоединил к лену Амори.
В 1157 году Амори женился на Агнес де Куртенэ, которая была дочерью Жослена II Эдесского, жившего в Иерусалиме после захвата Эдессы мусульманами в 1150 году. Патриарх Фульк возражал против брака на основании кровного родства жениха и невесты (они имели общего прапрадеда), и Амори и Агнес смогли заключить брак лишь после смерти патриарха. Агнес родила Амори троих детей: Сибиллу, будущего короля Балдуина IV, и Аликс, которая умерла во младенчестве.

## Коронация

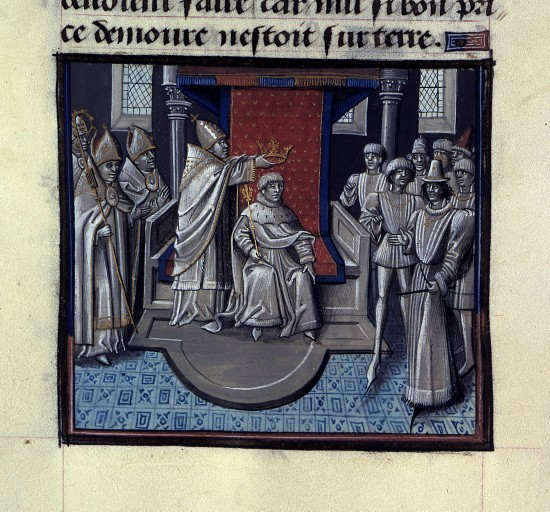
Коронация Амори I. Миниатюра из рукописи хроник Вильгельма Тирского. XIV век.

Балдуин III скончался бездетным 10 февраля 1163 года, и престол унаследовал Амори. Однако знать и духовенство во главе с патриархом Амори де Нелем воспротивились, требуя, чтобы Амори развёлся с Агнесс. Вильгельм Тирский, надо признать, преувеличивал пороки Агнес, утверждая, что она «не должна быть королевой такого святого города, как Иерусалим». Тем не менее, кровное родство было достаточным поводом для возмущения знати и духовенства. Амори согласился и взошёл на трон без супруги, хотя Агнес продолжала удерживать титул графини Яффы и Аскалона и получала пенсию с доходов этого фьефа. Агнес вскоре после этого вышла замуж за Гуго д’Ибелина, с которым была помолвлена до замужества с Амори. Церковь признала детей Амори и Агнес законными и сохранила их места в порядке престолонаследования. Через своих детей Агнес в течение дальнейших 20 лет будет оказывать большое влияние на Иерусалим.

## Конфликты с мусульманскими государствами
Во время правления Балдуина III графство Эдесса, первое государство крестоносцев, созданное во время Первого крестового похода, было завоёвано эмиром Алеппо Занги. Занги объединил Алеппо, Мосул и другие города северной Сирии и собирался установить контроль над Дамаском. Крестоносцы в 1148 году не смогли завоевать Дамаск, однако это вскоре удалось сыну Занги Нур ад-Дину. Иерусалим также потерял влияние в северной Сирии, где Византийская империя установила свой сюзеренитет над Антиохией. Ввиду этого Иерусалим обратил своё внимание на Египет, где династия Фатимидов ослабла и представляла собой лёгкую добычу. Крестоносцы хотели завоевать Египет со времён Балдуина I, который умер во время египетского похода. Захват Аскалона Балдуином III сделал завоевание Египта более реальным.

### Вторжения в Египет
Амори провёл свою первую экспедицию в Египет в 1163 году, утверждая, что Фатимиды не заплатили ежегодную дань, которую они платили со времени правления Балдуина III. Визирь Диргам, незадолго до этого свергнувший визиря Шавара, двинулся навстречу Амори, но потерпел поражение при Пелузии и был вынужден отступить к Бильбейсу. Египтяне открыли плотины Нила и затопили дельту реки, надеясь остановить дальнейшее продвижение крестоносцев. Амори вернулся домой, но Шавар бежал ко двору Нур ад-Дина, который послал своего генерала Ширкуха урегулировать спор при дворе халифа. В ответ Диргам искал помощи у Амори, но Ширкух и Шавар прибыли в Каир раньше, и Диргам был убит. Шавар, опасаясь, что Ширкух захватит власть, также обратился к Амори за поддержкой. Амори вернулся в Египет в 1164 году и осадил Ширкуха в Бильбейсе, вынудив его в итоге отступить в Сирию.
Амори не смог закрепить свой успех в Египте из-за активности Нур ад-Дина в Сирии, где он пленил Боэмунда III Антиохийского и Раймунда III, графа Триполи, в битве при Харима. Амори взял на себя регентство в Антиохии и Триполи до освобождения их правителей. 1166 год был относительно спокойным, что позволило Амори заняться дипломатией. Он отправил послов к византийцам в поисках союза.
В 1167 году Нур ад-Дин послал Ширкуха обратно в Египет, и Амори последовал за ним, встав лагерем близ Каира. Шавар снова вступил в союз с крестоносцами. Ширкух расположился на противоположной стороне Нила. После нерешительной битвы Амори отступил в Каир, а Ширкух отправился на север, чтобы захватить Александрию. Крестоносцы, опираясь на пизанский флот, осадили войска Ширкуха в Александрии. По результатам мирных переговоров Александрия была передана Амори, однако он не мог оставаться в городе и вернулся в Иерусалим, получив дань.

### Союз с Византией

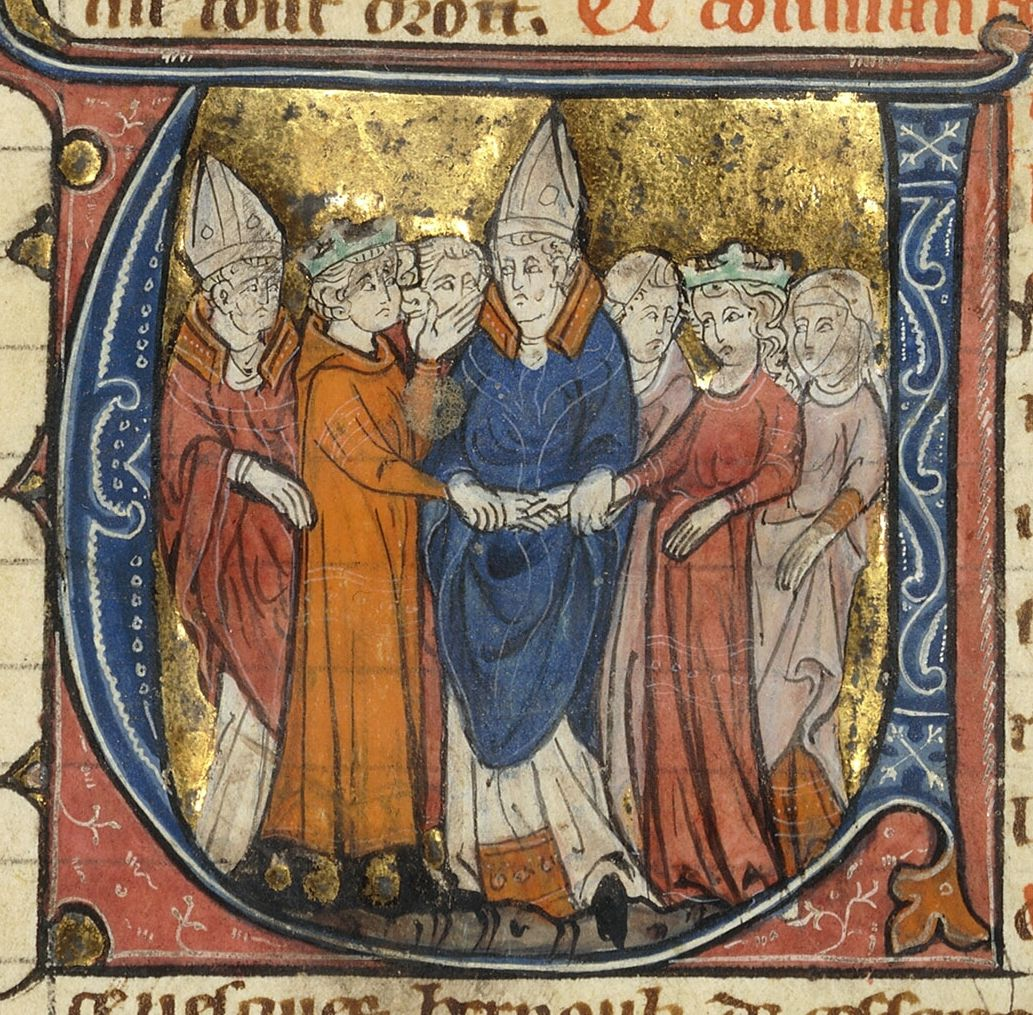
Свадьба Амори I и Марии Комниной

Возвратившись в Иерусалим в 1167 году, Амори женится на Марии, племяннице императора Мануила I Комнина, от которой у него родилась дочь Изабелла. Переговоры о браке заняли два года, в основном из-за того, что Амори настаивал, чтобы Мануил вернул Антиохию Иерусалиму. После того, как Амори снял эти требования, смог жениться на Марии в Тире 29 августа 1167 года. К этому времени вдовствующая королева, вдова Балдуина III Феодора Комнина сбежала со своим кузеном Андроником в Дамаск, и Акра, бывшая до того в её владении, вернулась в королевский домен Иерусалима. Кроме того, в это время Вильгельм Тирский был повышен до должности архидиакона Тира и получил задание короля написать историю королевства.
В 1171 году был созван совет баронов, перед которым стоял вопрос о том, к кому на Западе стоит обратиться за военной помощью, король попросил совета у своих вассалов, но когда обсуждение затянулось, король призвал свой личный совет, а затем огласил баронам принятое им решение — отправить послов в Константинополь к императору Мануилу просить о содействии в завоевании Египта, — и император на это согласился. Вильгельм Тирский был среди послов, отправленных в Константинополь, чтобы оформить договор. Последствием этих действий стало заключение военного союза между мусульманами Египта и Сирии, что в дальнейшем привело к их объединению под флагом Салах ад-Дина.
Ещё продолжал действовать мирный договор Амори с Шаваром, но Шавар был обвинён в попытке вступить в союз с Нур ад-Дином, и Амори с войском вторгся в Египет. Рыцари-госпитальеры поддержали это вторжение, в то время как тамплиеры отказались принять в нём участие. В октябре, не дожидаясь прибытия византийской помощи (более того — даже не дождавшись возвращения послов), Амори захватил Бильбейс, город, расположенный на правой стороне Нила, и велел предать смерти всех жителей. Амори двинулся на Каир, где Шавар предлагал ему два миллиона золотых монет. После целого месяца переговоров Амори, однако же, не получил ничего из обещанных ему сокровищ. Между тем Нур ад-Дин послал в Египет Ширкуха с войсками. Амори был вынужден отступить и вернуться в Иерусалим.

### Возвышение Салах ад-Дина
В январе 1169 года Ширкух стал визирем, однако сам умер в марте, и ему наследовал его племянник Салах ад-Дин. Амори встревожился и послал Фредерика де ла Рош, архиепископа Тира, обратиться за помощью к королям и знати Европы, но никакой помощи не получил. Позднее в том же году прибыл византийский флот, а в октябре Амори начал ещё одно вторжение в Египет и осадил Дамиетту с моря и суши. Осада была долгой, и в христианском лагере разразился голод. Византийцы и крестоносцы обвиняли друг друга в провале осады, и вскоре было подписано перемирие с Салах ад-Дином. Амори вновь бесславно вернулся домой.
Отныне Иерусалим был окружён враждебными землями. В 1170 году Салах ад-Дин вторгся в Иерусалимское королевство и взял город Эйлат, перекрыв выход Иерусалима к Красному морю. Салах ад-Дин в 1171 году был провозглашён султаном Египта. Его возвышение дало небольшую передышку Иерусалиму, поскольку Нур ад-Дин теперь был занят обузданием своего набиравшего мощь вассала. В 1171 году Амори посетил Константинополь, а послы были вновь отправлены к королям Европы, но опять никакой помощи не последовало. В течение следующих нескольких лет королевство оказалось в тисках Салах ад-Дина и Нур ад-Дина. Врагами крестоносцев стали и ассасины, после того как тамплиеры убили нескольких их послов. Отряд тамплиеров под командованием Готье дю Мениля перебил посланцев главы ассасинов, которые после посольства возвращались в Джабель Нозайри. Амори потребовал у магистра тамплиеров выдать преступника, но магистр ответил отказом, в ответ король атаковал командорство ордена в Сидоне, захватил брата Готье и заключил его в тюрьму в Тире.

## Смерть

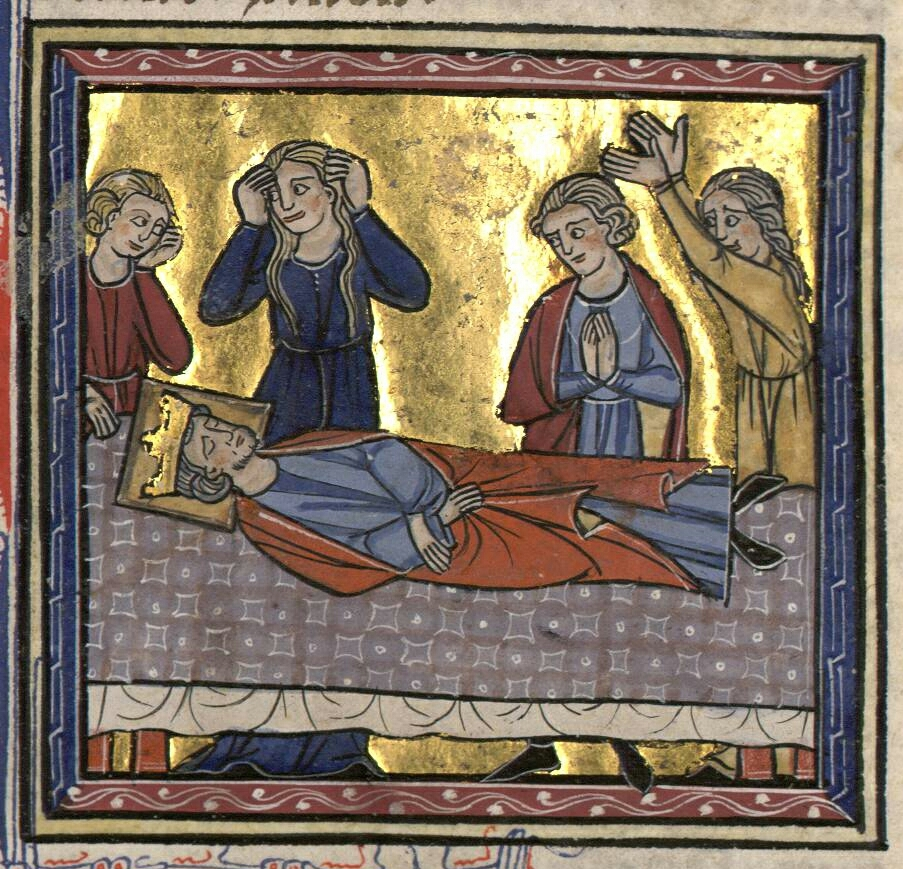
Смерть Амори I

Нур ад-Дин умер в 1174 году, после чего Амори стремительно осадил Баниас. На обратном пути после, так и не взяв город, он заболел дизентерией (по другой версии — брюшным тифом), которая усилиями врачей ослабла, однако в Иерусалиме перешла в лихорадку. Вильгельм Тирский рассказывает, что «после того, как король страдал от лихорадки в течение нескольких дней, он приказал врачам греческих, сирийских и других народов составить список известных им болезней и настаивал на том, чтобы они дали ему немного слабительного средства». Ни они, ни латинские врачи не могли бы помочь, и Амори умер 11 июля 1174 года.

## Семья
Первая жена Агнес де Куртенэ родила Амори троих детей:
- Сибиллу
- Балдуина IV
- Аликс (умерла в младенчестве).

Вторая жена Мария Комнина родила Амори двух дочерей:
- Изабеллу,
- неизвестную девочку, родившуюся мёртвой.

На смертном одре Амори завещал Наблус Марии и Изабелле. Больной проказой Балдуин IV стал преемником своего отца и воспитывался матерью Агнес де Куртенэ при дворе.

### Характер

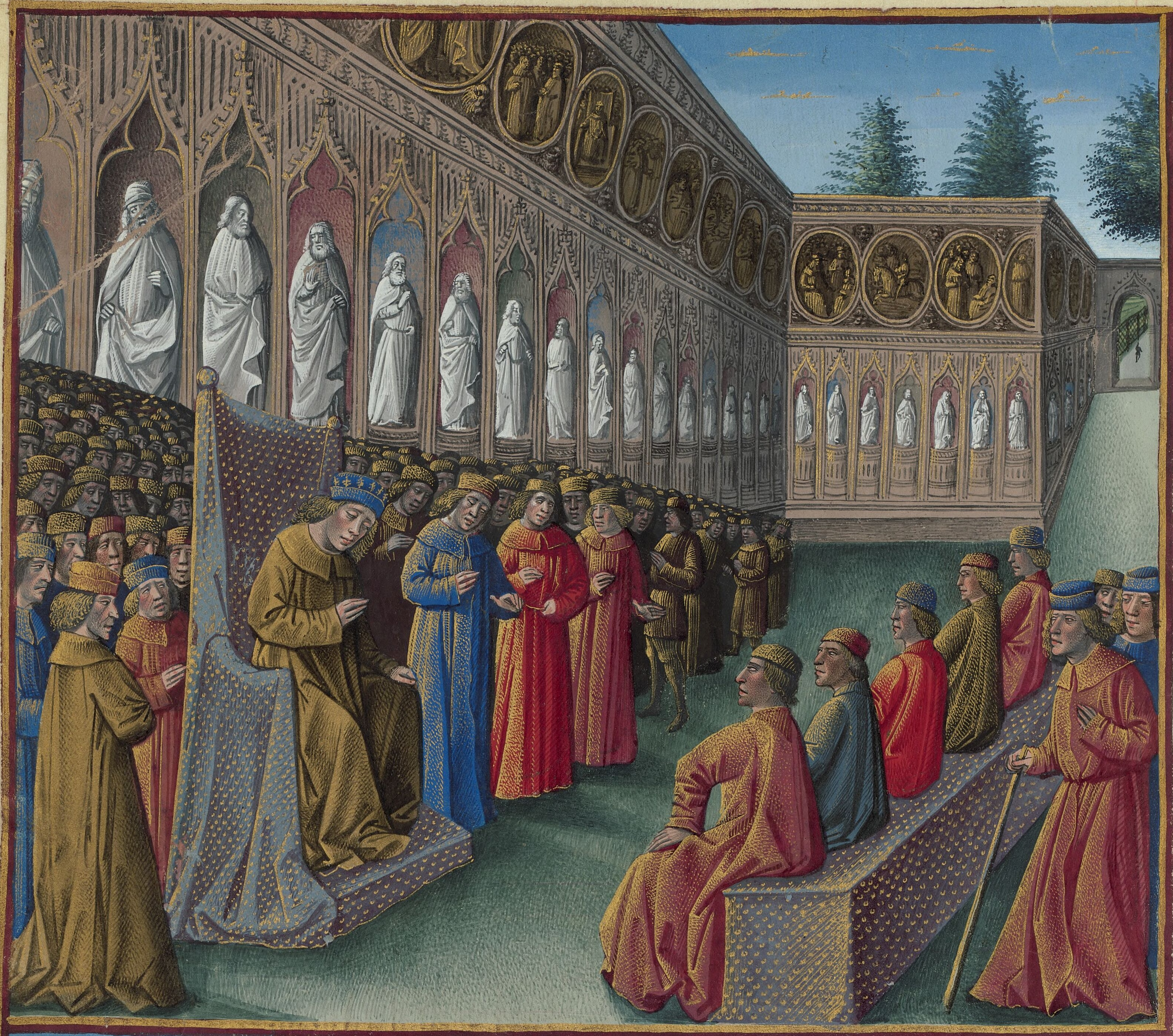
Амори I проводит теологический диспут. Миниатюра Жана Коломба из книги Себастьена Мамро «Походы французов за море против турок, сарацин и мавров» (1474).

Летописцы отмечали, что Амори был скуп, горд, честолюбив и не без труда добился того, чтобы его признали королём, при этом он был молчалив, легко поддавался влиянию своего окружения и слегка заикался. Тайное притязание на иерусалимский престол некоторых местных князей преувеличивало недостатки наследника Балдуина III.
Вильгельм Тирский был хорошим другом Амори и описал его данные в мельчайших подробностях. «У него был небольшой недостаток в произношении, не настолько серьёзный, чтобы рассматриваться в качестве дефекта, но достаточный, чтобы сделать его неспособным к красноречию». Как и его брат Балдуин III, он был больше теоретик, чем воин, он изучал право и языки в свободное время: «Он был хорошим специалистом в области обычного права». Амори был крайне любопытен, любил читать или когда ему читают, проводя долгие часы за знакомством с черновиками Вильгельма. Он не любил игру в кости, зато любил охоту.
Амори был высок и довольно красив: «он имел глаза среднего размера, нос, как и у его брата, орлиного профиля; волосы его были светлые. Объёмная борода покрывала его щёки и подбородок. Он был способен смеяться неумеренно, так что всё его тело тряслось». Амори не ел и не пил в избытке, но в последние годы жизни сильно располнел, что уменьшило его интерес к военным операциям. По словам Вильгельма, он «был слишком толстый, с грудями, как у женщины, висевшими до пояса». Амори был благочестив и каждый день присутствовал на мессе, хотя, как говорили, «не ограничивал себя в грехах плоти и совратил немало замужних женщин…» Несмотря на своё благочестие, он облагал налогом духовенство.
Как писал Вильгельм Тирский, «он был человеком мудрости и благоразумия, полностью компетентным, чтобы держать бразды правления в королевстве в своих руках». Он считается последним из «ранних» королей Иерусалима, которые так и не смогли спасти королевство от гибели. Через несколько лет умер император Мануил, и Салах ад-Дин остался единственным сильным лидером на востоке.